# X-Tra
X-Tra is een historisch Engels merk van tricycles.
Men maakte tricycles met twee voorwielen en een 346cc-Villiers-motorblok. De carrosserie leek op een zijspan uit die tijd.
Tricycles waren voor de Eerste Wereldoorlog al in onbruik geraakt, maar X-Tra richtte zich waarschijnlijk op goedkope vervoermiddelen voor de vele oorlogsinvaliden. De productie begin in 1920, maar eindigde al in 1922.